# Fali Bilimoria
Fali Bilimoria (* 18. März 1923 in Bombay; † 14. Januar 2001 in Mumbai) war ein indischer Dokumentarfilmer.

## Leben
Bilimoria wurde als Sohn eines parsischen Rechtsanwalts in Bombay geboren. 1946 brach er sein Medizinstudium kurz vor dem Examen ab und schloss sich der Kongresspartei an, deren Parteitage 1947 und 1948 er filmte. Ab Ende der 1940er Jahre arbeitete er eng mit dem Dokumentarfilmer Paul Zils und dem Kameramann P. V. Pathy in Zils' Produktionsgesellschaften zusammen. Einige ihrer Filme überschritten die Grenze zwischen Dokumentarfilm und fiktiver Erzählung durch den Einsatz professioneller Schauspieler, wie Sombhu Mitra in der Dokumentation über Malaria A Tiny Thing Brings Death (1949). Bilimoria drehte Werbefilme für Shell, British Transport, Deutsche Condor, USIS und private amerikanische Sponsoren. Für letzte nahm er 1958 ein Interview mit Jawaharlal Nehru auf, mit dem dem US State Department nachgewiesen werden sollte, dass Nehru kein Kommunist war. Seine Filme über indische Kooperativen in Landwirtschaft, Weberei, Fischerei und Bauwirtschaft unterstützten die Auslandshilfe des Colombo-Plans, sowie die Importe von Agrartechnologie und Kunstdünger im Kontext der sogenannten Grünen Revolution. Nach Zils' Rückkehr nach Deutschland gründete er seine eigene Produktionsgesellschaft Fali Bilimoria Productions und unterstützte Zils auch bei dessen Dokumentaraufnahmen in den 1960er Jahren in Indien und Ceylon.
Bilimorias für die Films Division produzierter Dokumentarfilm The House That Ananda Built (1967) war der erste indische Dokumentarfilm, der für einen Oscar nominiert wurde. Zuvor war er mit Growing Coconuts bereits beim Filmfestival Cannes 1956 im Wettbewerb der Sektion Kurzfilm vertreten.
1987 zog er sich aus der aktiven Filmarbeit zurück. Er war Jury-Mitglied beim 2. Mumbai International Film Festival 1992. Auf dem Festival 1998 wurde er mit dem V. Shantaram Lifetime Achievement Award ausgezeichnet.

## Filmografie
- 1947: Congress Session 1947
- 1948: Congress Session 1948
- 1948: Mother-Child-Community*
- 1949: White Magic*
- 1949: The Last Jewel*
- 1949: Flying Goods Wagon
- 1949: General Motors in India*
- 1949: A Tiny Thing Brings Death*
- 1950: Our India*
- 1954: Ujala*
- 1956: Major Industries of India: Textiles*
- 1956: A Village in Travancore*
- 1956: A Village in East Punjab
- 1956: Major Industries of India: Iron and Steel*
- 1956: Growing Coconuts
- 1957: The Land of Bengal
- 1957: Andhra
- 1958: The Vanishing Tribe*
- 1958: In Your Hands
- 1958: Interview with Jawaharlal Nehru
- 1959: Fifty Miles from Poona*
- 1959: Maharaja Meets a Challenge
- 1960: Four Families
- 1961: Rivers of Life/Jeevan Ki Nadiyan
- 1961: Coir Worker
- 1961: New Marketplace
- 1962: Comparative Religions
- 1965: The Weavers
- 1966: US Vice President Humphrey Visits India
- 1967: The House That Ananda Built
- 1968: Water
- 1971: Crisis on the Campus
- 1972: The Last Raja
- 1974: Look at Us Now
- 1975: Women of India
- 1976: A Small Family
- 1976: There Is Another Way
- 1980: Warning Signal
- 1982: The Ganga Bridge
- 1985: People of India: The Anglo-Indians

(* Co-Regie mit Paul Zils)